# Atari 800
O Atari 800 foi um microcomputador desenvolvido pela Atari para o público doméstico, lançado conjuntamente com o Atari 400.

## Características
- Teclado: mecânico, 62 teclas, 4 teclas de função.
- Display:
  - 24 X 40 texto
  - 320 x 192 monocromático
  - 160 x 96 com 128 cores
- Expansão:
  - 4 slots internos de expansão
  - 2 slots para cartuchos
- Portas:
  - 4 portas de controle
  - 1 saída para TV
  - 1 saída de vídeo RGB
- Armazenamento:
  - Drive de disquete externo (5 1/4", 90 Kb)
  - Gravador de cassetes